# Тропы тьмы
«Тропы тьмы» (англ. Paths of Darkness; также неточный перевод Тёмные тропы) — трилогия романов (или роман-эпопея) Роберта Сальваторе, повествующая о приключениях тёмного эльфа Дриззта До’Урдена. Серия выдержана в стиле героического фэнтези, действие всех книг происходит в вымышленной вселенной Forgotten Realms.
Первоначально серия «Тропы тьмы» представляла собой тетралогию и состояла из романов «Незримый клинок» (The Silent Blade), «Хребет мира» (Spine of the World), «Служитель кристалла» (Servant of the Shard ) и «Море Мечей» (Sea of Swords), но в 2005 году Сальваторе начинает работу над побочной сюжетной ветвью «Наёмные клинки». Роман «Служитель кристалла» становится первым в новой трилогии, выпав из общего цикла о Дриззте До’Урдене, а серия «Тропы тьмы» из тетралогии становится трилогией.

## Незримый клинок
Артемис Энтрери после семи лет странствий возвращается в Калимпорт, однако за время его отсутствия расстановка сил в преступном мире сильно изменилась, и теперь убийца вынужден вновь завоёвывать себе авторитет. У Артемиса появляется немало врагов — молодые и амбициозные ассасины, которые хотят избавиться от конкурента, и главы преступных гильдий, которые видят в нём угрозу. Артемис неожиданно для самого себя сближается с женщиной-халфлингом по имени Двавел и начинает доверять ей более, чем кому бы то ни было. Энтрери получает задание убить одного могущественного мага, однако задача эта становится непосильной, потому как маг оказывается предупреждён о возможном нападении. От неминуемой гибели Артемиса спасает Джарлакс и его подручные из Бреган Д'Эрт.
Дриззт До'Урден и его друзья решают отправиться в Храм Парящего Духа к священнику Кеддерли, чтобы тот помог им уничтожить Креншинибон. Магический кристалл, неспособный воздействовать на разум Дриззта, понимает грозящую ему опасность и призывает гоблинов, великанов и эттинов. На протяжении всего пути из Долины Ледяного Ветра к Храму Парящего Духа спутников преследуют целые орды гоблиноидов, влекомых волей Креншинибона.
Вульфгар со дня своего возвращения из Бездны мучается галлюцинациями и приступами помешательства. И он, и Кэтти-бри понимают, что не могут быть вместе, в их отношениях возникает непреодолимый барьер. Варвар решает покинуть своих друзей, предоставив им самим разбираться с Креншинибоном, и отправляется в Лускан. Там Вульфгар устраивается вышибалой в таверну и проводит почти всё время за пьянством.
Джарлакс сообщает Энтрери, что намерен расширить влияние Бреган Д’Эрт за пределы Мензоберранзана. Дроу по приказу своего главаря тайно захватывают гильдию паши Басадони и с помощью Энтрери начинают воздействовать на дела подпольного мира Калимпорта. Джарлакс видит, что Энтрери ничего не интересует, и предлагает ему то, о чём убийца давно мечтал — честный поединок с Дриззтом До’Урденом. Джарлакс выслеживает Дриззта и его друзей и приказывает двум своим приближённым — Рай’ги и Киммуриэлю — принять облик Кеддерли и монаха, чтобы заманить Дриззта в ловушку, а заодно и завладеть магическим кристаллом. Следопыт отдаёт Киммуриэлю Креншинибон, однако обман вскоре раскрывается — Джарлакс, завладев артефактом, строит хрустальную башню и заманивает в неё Дриззта, угрозами вынуждая сразиться с Энтрери.
Артемис и Дриззт сражаются, и дроу побеждает, однако не добивает противника. Энтрери в отчаянии наносит ему предательский удар в спину, и благодаря магическому вмешательству Киммуриэля этот удар оказывается смертельным. Как только разъярённый Энтрери покидает комнату, Джарлакс приказывает жрецу Рай’ги излечить Дриззта. Артемис Энтрери считает следопыта мёртвым, а потому не станет больше его преследовать, их многолетнее противостояние наконец-то разрешилось. Дриззт и его друзья уходят, оставив Креншинибон у Джарлакса.

## Хребет Мира
Молодой правитель графства Аукни по имени Ферингал влюбляется в простую крестьянку Меральду и хочет жениться на ней, несмотря на протесты своей старшей сестры. Меральда же любит сельского паренька Яки Скули, но вынужденно принимает ухаживания графа и соглашается на свадьбу, рассчитывая таким образом спасти семью от нищеты. Однако девушка не может сразу отказаться от своих чувств к Яки, она идёт на «последнее свидание» с ним и они проводят вместе ночь. Спустя какое-то время Меральда начинает чувствовать признаки беременности.
Ей удаётся скрыть своё положение до свадьбы с графом. Во время церемонии бракосочетания появляется Яки Скули. Он кричит, что любит Меральду, и что они должны бежать вместе. Меральда при всех заявляет, что никаких отношений между ними и нет, и требует, чтобы Яки ушёл. Юноша встаёт на край обрыва и грозится покончить с собой, если Меральда не будет с ним. Случайно он оступается, падает с уступа в море и погибает.
Вульфгар продолжает пьянствовать, пытаясь таким образом избавиться от галлюцинаций и мучительны воспоминаний об ужасах Бездны. У него начинаются любовные отношения с Делли Керти — проституткой из той же таверны, в которой он работает. Кроме этого у Вульфгара появляется друг — мошенник Морик по прозвищу Бродяга, который на самом деле получил от Джарлакса задание следить за варваром. Со временем Вульфгар становится всё более агрессивным и неуправляемым, и хозяин таверны Арумн и его друг Лягушачий Джози решают лишить его работы. Джози, опасаясь, что варвар в ярости разгромит всю таверну, похищает у него магический молот Клык Защитника и продаёт его пиратке по имени Шила Кри. Вульфгар приходит в ярость, обнаружив пропажу молота, однако покидает таверну вместе с Мориком.
В Лускан пребывает капитан Дюдермонт — знаменитый охотник на пиратов, старый друг Дриззта и Кэтти-бри. Лусканские пираты решают избавиться от ненавистного капитана и устраивают на него покушение, удачно подставив Вульфгара и Морика. Дюдермонта удаётся спасти усилиями лекарей, но Вульфгар и Морик Бродяга за покушение на убийство приговариваются к смертной казни. Дюдермонт не верит, что друг Дриззта мог пытаться его убить и просит у властей Лускана заменить казнь на изгнание. Вульфгар и Морик вынуждены бежать из Лускана. Оставшись без денег, друзья вынуждены заниматься разбоем на тракте.
В один день Вульфгар и Морик нападают на карету, в которой ехала Меральда, невеста графа Аукни. Забрав ценности, варвар отпускает Меральду, не причинив ей никакого вреда. Через некоторое время после свадьбы с графом, когда беременность Меральды становится очевидной, она заявляет, что во время нападения на карету варвар её изнасиловал. Ферингал в бешенстве приказывает отыскать варвара во что бы то ни стало. Его приказание исполняется, Вульфгара захватывают и сажают в темницу графского замка, чтобы на следующий день казнить. Однако Меральда, чувствуя себя виноватой, тайно освобождает Вульфгара и помогает ему бежать.
Сестра Ферингала догадывается о правде и убеждает графа в том, что его жена не была верна ему и солгала об изнасиловании. Слишком ранние роды пробуждают в графе подозрения и злость на неверную супругу. Граф и его сестра едва не выбрасывают новорождённую девочку в окно, но в этот момент в комнату врываются Вульфгар и Морик. Варвар, опасаясь за Меральду решил помочь ей. Он заявляет, что девочка — его дочь и забирает её с собой. Такой поступок варвара отчасти разрушает подозрения относительно измены Меральды. Ферингал вновь верит в историю об изнасиловании и невиновность своей жены. Дальнейшая их супружеская жизнь проходит относительно спокойно и счастливо.
Вульфгар с новорождённой девочкой, которую назвал Кэлси, возвращается в Лускан и предлагает Дэлли Керти стать его женой и приёмной матерью для малышки. Дэлли соглашается, и они втроём покидают Лускан. Вульфгар намерен вернуться в Долину Ледяного Ветра, но сначала вернуть себе украденный Клык Защитника.

## Море Мечей
Дзирт, Кэтти-бери и Бренор находятся в Долине Ледяного Ветра, пока не натаскиваются на группу бандитов, находящуюся под предводительством Джул Перец. Друзья обнаруживают клеймо на плече пиратки, использованное Бренором при создании Клыка Защитника. Становится понятно, что пропавший Вульфгар утратил своё оружие после расставания с друзьями и единственный ключ к его обнаружению - его молот.
Лелоринель, загадочный эльф, тщательно готовится, чтоБЫ найти и уничтожить Дзирта. В своих поисках он прибегает к магии прорицателя гнома Экрессы. Прорицатель даёт ему указание найти таинственные знаки, которые приведут его к тёмному эльфу. После изысков Леллринель узнаёт , что эти знаки изображены на молоте Вульфгара, который является другом Дзирта. Таким образом, найдя Вульфгара, он найдёт Дзирта.
Тем временем Вульфгар принимает участие в морских баталиях на борту "Морской Феи" вместе с Дюдермонтом и его командой. Он ищет свой молот, похищенный Лягушечьим Джози и проданный Шале Кри, капитанше пиратов. Продолжая бороться со своими демонами, он ведёт себя яростно и допускает ошибки в боях, нередко ставя успех команды под риск поражения. Осознавая это, а также не зная точного расположения логова пиратов, он оседает в Глубоководье.
Дзирт с друзьями добирался до Лускана в поисках информации о пропавшем Вульфгаре. Они находят Морика Бродяга, который утверждает , что Вульфгар покинул Лускан после того, как за него заступился Дюдермонт на Карнавале Воров. Дзирт и Кэтти-бри отражают атаку пиратов огров на дом Дюдермонта и отправляются в Глубоководье , надеясь встретить там "Морскую Фею" и Вульфгара.
Лелоринель также наводит справки в Лускане. В результате он узнаёт , что молот Вульфгара похищен и находится в логове Шале Кри. Он невольно привлекает внимание её агентов и попадёт в логово пиратов. Объяснив пиратам свою цель, он становится членом команды, ожидая вскоре прибытие Дзирта.
Вульфгар оседает в кузне Глубоководья. Здесь он пытается забыто своё героическое прошлое. Робийрьярд, маг на борту "Морской Феи", через магическое зеркало наблюдает за варваром. Он переносится в Глубоководье и убеждает Варвара вновь приступить за поиски молота. Он доставляет Вульфгара в Лускан, откуда варвар следует на побережье Моря Мечей через горы Хребта Мира.
Четвёрка друзей, Дзирт, Кэтти-бри, Бренор и Рэджис продираются через горы в сторону вероятного расположения логова пиратов. Вскоре они привлекают внимание мага Робирьярда , который указывает им путь и воссоединяет с варваром.
Разделившись на две группы , друзья начинают штурм пиратов. Воспользовавшись снежным червём, Бренор , Кэтти-бри и Вульфгар обеспечивают эльфу и хафлингу проникнуть незамеченными в пещеры огров.
Эльф и хафлинг через системы дымоходов обнаруживают хозяина Клыка Защитника. После дуэли эльфа и огра хафлинг относит оружие Варвара . Дзирта обнаруживает Лелоринель, между ними вспыхивает драка. В результате эльфу удаётся смертельно ранить Дзирта, использовав заклятье магического кольца . Подоспевшие друзья вливают Дзирту противоядие, несмотря на отговоры Дзирта. Лелоринель умирает, открыв , что она девушка Элифейн, та самая, которую Дзирт спас после его первой вылазки на поверхность.
Остатки пиратов бежали на "Кровавом Киле". Кэтти-бри удаётся с помощью Лука Тулмарила убить рулевого. Корабль попадает на рифы и тонет.
Друзья возвращаются в Долину, на дороге они встречают Тибблдорфа Пуэнта, который сообщает о смерти Гандалуга , короля дворфов и объявляет и скорой коронации Бренора  из Мифрил Халла